# ماگیلا گوریل
ماگیلا گوریل (انگلیسی: Magilla Gorilla) یک گوریل انسان‌واره داستانی و قهرمانِ اصلی مجموعهٔ کارتونی «نمایش ماگیلا گوریل» است.
ماگیلا، گوریلی بود که در ویترین فروشگاهِ حیواناتِ اهلی آقای پی‌بلز نشسته بود و دائماً موز می‌خورد و خرج رویِ دستِ صاحب مغازه می‌گذاشت، اما کسانی که او را می‌خریدند، به‌طور موقت به او نیاز داشتند و پس از برطرف شدنِ نیازشان، او را پس می‌آوردند. این خریداران اغلب یا دزدان بانک بودند که به هیکل قوی و زورِ بازویش نیاز داشتند یا مسئولان بازاریایی که برای تبلیغ محصولاتشان، از او استفاده می‌کردند.
در انتهای هر قسمت که مشتریان ماگیلا را پس می‌آوردند، او تکیه کلامش را به زبان می‌آورد که: «دوباره هفته بعد، یه امتحانی می‌کنیم!».
ماگیلا گوریل، بعدها در مجموعهٔ تلویزیونی «یوگی و دوستان» هم حضور یافت که در آنجا مسؤول راه‌اندازیِ موتورخانهٔ کشتی بود.